# 브리앤 데이비스

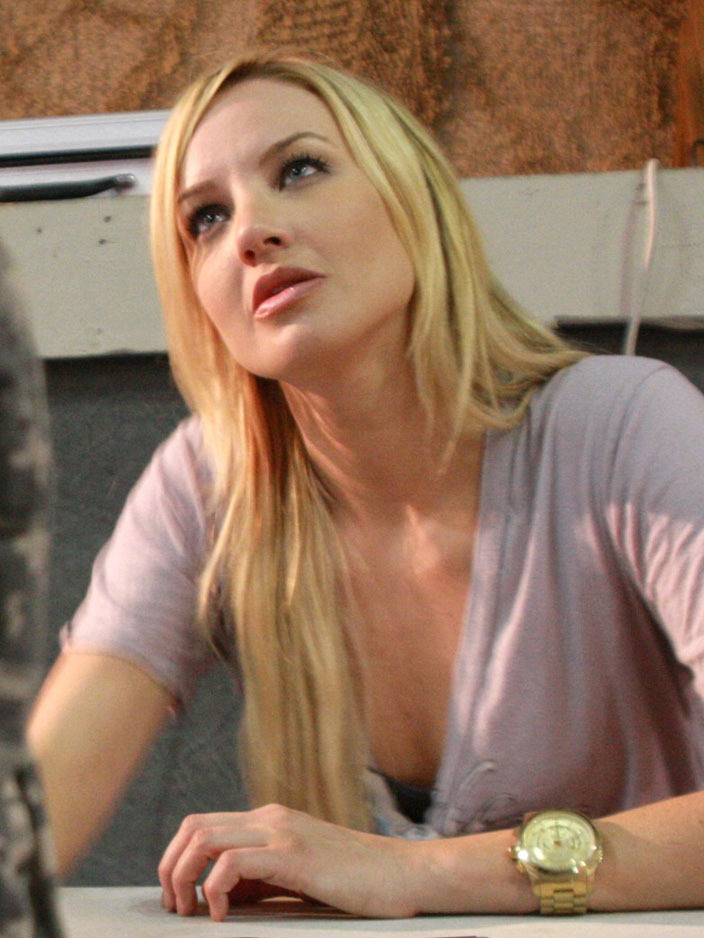

브리앤 데이비스(Brianne Davis, 1982년 4월 21일 ~ )는 미국의 배우, 영화 감독, 영화 제작자, 모델이다. 애틀랜타에서 태어났다.

## 출연 작품
- 데드워터 (2019년) - 비비안 역
- 싱크로니시티 (2016년)
- 싸이코포니아 (2015년)
- 나이트 비지터 (2013년)
- 브레이킹 (2013년) - 로레나 역
- 더 배넌 웨이 (2010년)
- 아메리칸 버진 (2009년)
- 프롬 나이트 (2008년) - 크리시 린 역
- 자헤드 - 그들만의 전쟁 (2005년)
- 키드 앤 아이 (2005년)
- 크래쉬 랜딩 (2005년) - 로셸 역

### 텔레비전
- 식스 (2017-18)